# Вееті Вайніо
Вееті Вайніо (фін. Veeti Vainio; 16 червня 1997, м. Еспоо, Фінляндія) — фінський хокеїст, захисник. Виступає за «Еспоо Блюз» у Лійзі.
Вихованець хокейної школи ГрІФК. Виступав за «Еспоо Блюз».
В чемпіонатах Фінляндії — 2 матчі (0+1), у плей-оф — 1 матч (0+0).
У складі юніорської збірної Фінляндії учасник чемпіонату світу 2015.
Досягнення
- Срібний призер юніорського чемпіонату світу (2015)